# ベルグテイ
ベルグテイ（1172年? - 1251年?）は、モンゴル帝国の皇族である。
イェスゲイ・バアトルの側室ソチゲルの子で、ベグテルの同母弟で、チンギス・カン（テムジン）の異母弟にあたる。
漢文史料では別里古台、別勒古歹、便古得那（顔）と表記される。フランスの東洋学者ポール・ペリオによれば、名前はモンゴル語で「印」「質草」を意味する「belge」のテュルク語形であるbelgüに由来するとされる。

## 生涯
兄のベグテルとともに体格が大きく、腕力に優れた人物と伝えられる。父の死後に同母兄のベグテルが後継者争いで、異母兄のテムジンに射殺されると、以降からテムジンに従った。
創成期のモンゴルにおいては、メルキト族討伐、ナイマン族討伐に従軍した。1206年のチンギス・カンの第二次即位ではジャルグチに任じられ、宗族を監督した。オノン川、ケルレン川の流域を遊牧地とし、3,000人の部民を領有した。後にジョチ・カサル、カチウンの子イルチダイ、テムゲ・オッチギンらチンギスの同母弟とその子孫と同様に遼東に分領（ウルス）を与えられる。ベルグテイは広寧路と恩州二城を領有し、広寧王を称した。
他の兄弟よりも長寿であり、1251年のモンケの即位式にも出席したといわれる。
『元史』はカルトゥク（罕禿忽）、イェス・ブカ（也速不花）、クウン・ブカ（口温不花）の三子があったと記すが、『集史』はジャウドゥ（Jāūtūجاوتو）という息子が後を継いだとする。1460年代の北元の有力者モーリハイ（毛里孩）はベルグテイの末裔であり、モーリハイの子孫はアバガ部・アバガナル部という部族を形成した。

## ベルグテイ王家
- ベルグテイ（Belgütei,別里古台／Bīlgūtāī nūyānبیلگوتای نویان）
  - イェス・ブカ大王（Yesü buqa,也速不花大王／Īsū būqāیسوبوقا）
    - 広寧王ジャウドゥ（J̌au'du,広寧王爪都／Jāūtūجاوتو）
      - テムル大王（Temür,帖木児大王）
        - トク・テムル大王（Toq temür,脱鉄木児大王）

      - ナヤ大王（Naya,乃顔大王）

  - クウン・ブカ大王（Ku'un buqa,口温不花大王／Kumun būqāکمن بوقا）
    - メルギデイ大王（Mergidei,滅里吉歹大王）
    - オンギラダイ大王（Onggiradai,甕吉剌歹大王）
      - 広寧王チェリク・テムル（Čerik temür,広寧王徹里帖木児）
        - 広寧王アルクンチャ（Alqunča,広寧王按渾察）

  - カルトゥク大王（Qaltuqu,罕禿忽大王）
    - コルギ大王（Qorgi,霍歴極大王）